# Peter Jackson
Sir Peter Robert Jackson (n. 31 octombrie 1961, Wellington, Noua Zeelandă) este un regizor, producător și autor din Noua Zeelandă.

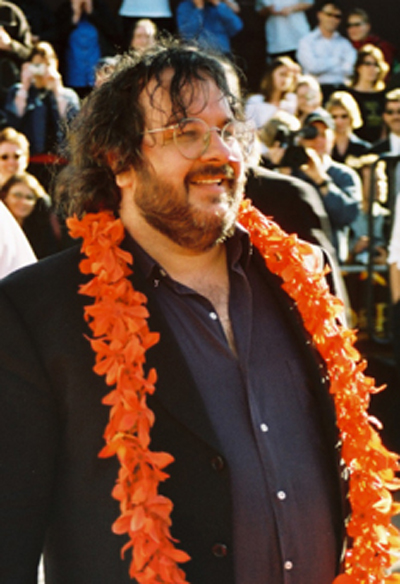
Peter Jackson

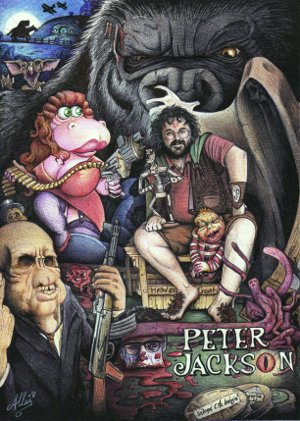
Peter Jackson

## Filmografie
| An   | Titlu                                               | Creditat ca | Creditat ca | Creditat ca    | Creditat ca | Creditat ca |
| An   | Titlu                                               | Regizor     | Scenarist   | Producător     | Rol |             |
| ---- | --------------------------------------------------- | ----------- | ----------- | -------------- | --- | ----------- |
| 1976 | The Valley (short)                                  | Da          | Da          | Da             | Prospector #4 (de asemenea, director de imagine, editor, designer de machiaj, designer de costume, supervizor de efecte speciale) |             |
| 1987 | Bad Taste                                           | Da          | Da          | Da             | Derek and Robert (dual role) (de asemenea, editor, supervizor de efecte de machiaj, supervizor de efecte speciale)                |             |
| 1989 | Meet the Feebles                                    | Da          | Da          | Da             | Audience Member in the Theater wearing "Bad Taste" Mask (also camera operator, puppet maker)                                      |             |
| 1992 | Valley of the Stereos (short)                       | Nu          | Nu          | Da             | |             |
| 1992 | Braindead (Dead Alive)                              | Da          | Da          | Nu             | Undertaker's assistant (cameo) (also stop motion animator)                                                                        |             |
| 1994 | Heavenly Creatures                                  | Da          | Da          | Da             | Bum outside theater (uncredited cameo)                                                                                            |             |
| 1995 | Forgotten Silver                                    | Da          | Da          | Nu             | Himself |             |
| 1996 | Jack Brown Genius                                   | Nu          | Da          | Da             | |             |
| 1996 | The Frighteners                                     | Da          | Da          | Da             | Man with piercings (uncredited cameo)                                                                                             |             |
| 2001 | The Lord of the Rings: The Fellowship of the Ring   | Da          | Da          | Da             | Man eating carrot in Bree (uncredited cameo)                                                                                      |             |
| 2002 | The Lord of the Rings: The Two Towers               | Da          | Da          | Da             | Rohan warrior throwing spear at the gate of Helms Deep (uncredited cameo)                                                         |             |
| 2003 | The Lord of the Rings: The Return of the King       | Da          | Da          | Da             | Mercenary on boat (uncredited cameo)                                                                                              |             |
| 2003 | The Long and Short of It (short)                    | Nu          | Nu          | Da (executive) | Bus driver |             |
| 2005 | Lord of the Brush                                   | Nu          | Nu          | Nu             | |             |
| 2005 | King Kong                                           | Da          | Da          | Da             | Biplane gunner (cameo) |             |
| 2007 | Hot Fuzz                                            | Nu          | Nu          | Nu             | Thief dressed as Father Christmas (uncredited cameo)                                                                              |             |
| 2007 | Entourage (TV series) (episode: "Gary's Desk")      | Nu          | Nu          | Nu             | Himself |             |
| 2008 | Crossing the Line (short)                           | Da          | Da          | Nu             | |             |
| 2009 | District 9                                          | Nu          | Nu          | Da             | |             |
| 2009 | The Lovely Bones                                    | Da          | Da          | Da             | Man at pharmacy (uncredited cameo)                                                                                                |             |
| 2011 | The Adventures of Tintin: The Secret of the Unicorn | Nu          | Nu          | Da             | |             |
| 2012 | West of Memphis                                     | Nu          | Nu          | Da             | |             |
| 2012 | The Hobbit: An Unexpected Journey                   | Da          | Da          | Da             | Dwarf fleeing from Smaug (uncredited cameo)                                                                                       |             |
| 2013 | The Five(ish) Doctors Reboot                        | Nu          | Nu          | Nu             | Himself (cameo) |             |
| 2013 | The Hobbit: The Desolation of Smaug                 | Da          | Da          | Da             | Man eating carrot in Bree (uncredited cameo)                                                                                      |             |
| 2014 | The Hobbit: The Battle of the Five Armies           | Da          | Da          | Da             | Cameo |             |
| 2015 | The Adventures of Tintin sequel                     | Da          | Nu          | Da             | |             |

### Ca regizor
| An    | Film                                              | Nominalizări la Premiul Oscar | Premii Oscar câștigate | Nominalizări la Globul de Aur | Globuri de Aur câștigate | Nominalizări la Premiile BAFTA | BAFTA câștigate |
| ----- | ------------------------------------------------- | ----------------------------- | ---------------------- | ----------------------------- | ------------------------ | ------------------------------ | --------------- |
| 1987  | Bad Taste                                         |                               |                        |                               |                          |                                |                 |
| 1989  | Meet the Feebles                                  |                               |                        |                               |                          |                                |                 |
| 1992  | Braindead                                         |                               |                        |                               |                          |                                |                 |
| 1994  | Heavenly Creatures                                | 1                             |                        |                               |                          |                                |                 |
| 1996  | The Frighteners                                   |                               |                        |                               |                          |                                |                 |
| 2001  | The Lord of the Rings: The Fellowship of the Ring | 13                            | 4                      | 4                             |                          | 13                             | 5               |
| 2002  | The Lord of the Rings: The Two Towers             | 6                             | 2                      | 2                             |                          | 10                             | 3               |
| 2003  | The Lord of the Rings: The Return of the King     | 11                            | 11                     | 4                             | 4                        | 12                             | 5               |
| 2005  | King Kong                                         | 4                             | 3                      | 2                             |                          | 3                              | 1               |
| 2009  | The Lovely Bones                                  | 1                             |                        | 1                             |                          | 2                              |                 |
| 2012  | The Hobbit: An Unexpected Journey                 | 3                             |                        |                               |                          | 3                              |                 |
| 2013  | The Hobbit: The Desolation of Smaug               | 3                             |                        |                               |                          | 2                              |                 |
| Total | Total                                             | 42                            | 20                     | 13                            | 4                        | 45                             | 14              |

### Box office
| An      | Film                                              | Acasă (USA, CAN) | Peste hotare   | Global         |
| ------- | ------------------------------------------------- | ---------------- | -------------- | -------------- |
| 1987    | Bad Taste                                         | -                | -              | $26,000        |
| 1989    | Meet the Feebles                                  | -                | -              | $750,000       |
| 1992    | Braindead                                         | $242,623         | $1,627,955     | $1,870,578     |
| 1994    | Heavenly Creatures                                | -                | -              | $3,049,135     |
| 1996    | The Frighteners                                   | $16,759,216      | $12,600,000    | $29,359,216    |
| 2001    | The Lord of the Rings: The Fellowship of the Ring | $315,544,750     | $555,985,574   | $871,530,324   |
| 2002    | The Lord of the Rings: The Two Towers             | $339,789,881     | $583,495,746   | $926,047,111   |
| 2003    | The Lord of the Rings: The Return of the King     | $377,845,905     | $742,083,616   | $1,119,929,521 |
| 2005    | King Kong                                         | $218,080,025     | $332,437,332   | $550,517,357   |
| 2009    | District 9                                        | $115,646,235     | $95,173,376    | $210,819,611   |
| 2009    | The Lovely Bones                                  | $44,114,232      | $49,507,108    | $93,621,340    |
| 2011    | The Adventures of Tintin                          | $77,591,831      | $296,402,120   | $373,993,951   |
| 2012    | The Hobbit: An Unexpected Journey                 | $303,003,568     | $714,000,000   | $1,017,003,568 |
| 2013    | The Hobbit: The Desolation of Smaug               | $257,391,000     | $680,000,000   | $937,391,000   |
| 2014    | The Hobbit: The Battle of the Five Armies         | TBC              | TBC            | TBC            |
| 2015    | The Adventures of Tintin sequel                   | TBC              | TBC            | TBC            |
| Total   | Total                                             | $2,065,262,266   | $4,020,412,827 | $6,085,675,093 |
| Average | Average                                           | $147,518,733     | $287,172,344   | $434,691,078   |

## Premii
| An   | Premiu                            | Categorie                                                  | Titlu                                             | Rezultat     |
| ---- | --------------------------------- | ---------------------------------------------------------- | ------------------------------------------------- | ------------ |
| 1995 | Academy Awards                    | Best Original Screenplay                                   | Heavenly Creatures                                | Nominalizare |
| 2002 | Academy Awards                    | Best Picture                                               | The Lord of the Rings: The Fellowship of the Ring | Nominalizare |
| 2002 | Academy Awards                    | Best Director                                              | The Lord of the Rings: The Fellowship of the Ring | Nominalizare |
| 2002 | Academy Awards                    | Best Adapted Screenplay                                    | The Lord of the Rings: The Fellowship of the Ring | Nominalizare |
| 2003 | Academy Awards                    | Best Picture                                               | The Lord of the Rings: The Two Towers             | Nominalizare |
| 2004 | Academy Awards                    | Best Picture                                               | The Lord of the Rings: The Return of the King     | Câștigat     |
| 2004 | Academy Awards                    | Best Director                                              | The Lord of the Rings: The Return of the King     | Câștigat     |
| 2004 | Academy Awards                    | Best Adapted Screenplay                                    | The Lord of the Rings: The Return of the King     | Câștigat     |
| 2010 | Academy Awards                    | Best Picture                                               | District 9                                        | Nominalizare |
| 2002 | Australian Film Institute Awards  | Best Foreign Film                                          | The Lord of the Rings: The Fellowship of the Ring | Câștigat     |
| 2003 | Australian Film Institute Awards  | Best Foreign Film                                          | The Lord of the Rings: The Two Towers             | Câștigat     |
| 2004 | Australian Film Institute Awards  | Best Foreign Film                                          | The Lord of the Rings: The Return of the King     | Câștigat     |
| 2002 | British Academy Film Awards       | Best Film                                                  | The Lord of the Rings: The Fellowship of the Ring | Câștigat     |
| 2002 | British Academy Film Awards       | David Lean Award for Direction                             | The Lord of the Rings: The Fellowship of the Ring | Câștigat     |
| 2002 | British Academy Film Awards       | Best Adapted Screenplay                                    | The Lord of the Rings: The Fellowship of the Ring | Nominalizare |
| 2003 | British Academy Film Awards       | Best Film                                                  | The Lord of the Rings: The Two Towers             | Nominalizare |
| 2003 | British Academy Film Awards       | David Lean Award for Direction                             | The Lord of the Rings: The Two Towers             | Nominalizare |
| 2004 | British Academy Film Awards       | Best Film                                                  | The Lord of the Rings: The Return of the King     | Câștigat     |
| 2004 | British Academy Film Awards       | David Lean Award for Direction                             | The Lord of the Rings: The Return of the King     | Nominalizare |
| 2004 | British Academy Film Awards       | Best Adapted Screenplay                                    | The Lord of the Rings: The Return of the King     | Câștigat     |
| 2002 | Critics' Choice Awards            | Best Director                                              | The Lord of the Rings: The Fellowship of the Ring | Nominalizare |
| 2004 | Critics' Choice Awards            | Best Director                                              | The Lord of the Rings: The Return of the King     | Câștigat     |
| 2006 | Critics' Choice Awards            | Best Director                                              | King Kong                                         | Nominalizare |
| 2002 | Directors Guild of America Awards | Outstanding Directing – Motion Pictures                    | The Lord of the Rings: The Fellowship of the Ring | Nominalizare |
| 2003 | Directors Guild of America Awards | Outstanding Directing – Motion Pictures                    | The Lord of the Rings: The Two Towers             | Nominalizare |
| 2004 | Directors Guild of America Awards | Outstanding Directing – Motion Pictures                    | The Lord of the Rings: The Return of the King     | Câștigat     |
| 2002 | Golden Globe Awards               | Best Director                                              | The Lord of the Rings: The Fellowship of the Ring | Nominalizare |
| 2003 | Golden Globe Awards               | Best Director                                              | The Lord of the Rings: The Two Towers             | Nominalizare |
| 2004 | Golden Globe Awards               | Best Director                                              | The Lord of the Rings: The Return of the King     | Câștigat     |
| 2006 | Golden Globe Awards               | Best Director                                              | King Kong                                         | Nominalizare |
| 1993 | New Zealand Film and TV Awards    | Best Director – Film                                       | Braindead                                         | Câștigat     |
| 1993 | New Zealand Film and TV Awards    | Best Screenplay – Film                                     | Braindead                                         | Câștigat     |
| 1995 | New Zealand Film and TV Awards    | Best Director – Film                                       | Heavenly Creatures                                | Câștigat     |
| 2002 | Producers Guild of America Awards | Outstanding Producer of Theatrical Motion Picture          | The Lord of the Rings: The Fellowship of the Ring | Nominalizare |
| 2003 | Producers Guild of America Awards | Outstanding Producer of Theatrical Motion Picture          | The Lord of the Rings: The Two Towers             | Nominalizare |
| 2004 | Producers Guild of America Awards | Outstanding Producer of Theatrical Motion Picture          | The Lord of the Rings: The Return of the King     | Câștigat     |
| 2010 | Producers Guild of America Awards | Outstanding Producer of Theatrical Motion Picture          | District 9                                        | Nominalizare |
| 2011 | Producers Guild of America Awards | Outstanding Producer of Animated Theatrical Motion Picture | The Adventures of Tintin                          | Câștigat     |
| 1997 | Saturn Awards                     | Best Director                                              | The Frighteners                                   | Nominalizare |
| 1997 | Saturn Awards                     | Best Writing                                               | The Frighteners                                   | Nominalizare |
| 2002 | Saturn Awards                     | Best Director                                              | The Lord of the Rings: The Fellowship of the Ring | Câștigat     |
| 2002 | Saturn Awards                     | Best Writing                                               | The Lord of the Rings: The Fellowship of the Ring | Nominalizare |
| 2003 | Saturn Awards                     | Best Director                                              | The Lord of the Rings: The Two Towers             | Nominalizare |
| 2003 | Saturn Awards                     | Best Writing                                               | The Lord of the Rings: The Two Towers             | Nominalizare |
| 2004 | Saturn Awards                     | Best Director                                              | The Lord of the Rings: The Return of the King     | Câștigat     |
| 2004 | Saturn Awards                     | Best Writing                                               | The Lord of the Rings: The Return of the King     | Câștigat     |
| 2006 | Saturn Awards                     | Best Director                                              | King Kong                                         | Câștigat     |
| 2006 | Saturn Awards                     | Best Writing                                               | King Kong                                         | Nominalizare |
| 2013 | Saturn Awards                     | Best Director                                              | The Hobbit: An Unexpected Journey                 | Nominalizare |
| 2014 | Saturn Awards                     | Best Director                                              | The Hobbit: The Desolation of Smaug               | În așteptare |
| 2014 | Saturn Awards                     | Best Writing                                               | The Hobbit: The Desolation of Smaug               | În așteptare |
| 1995 | Writers Guild of America Awards   | Best Original Screenplay                                   | Heavenly Creatures                                | Nominalizare |
| 2002 | Writers Guild of America Awards   | Best Adapted Screenplay                                    | The Lord of the Rings: The Fellowship of the Ring | Nominalizare |
| 2004 | Writers Guild of America Awards   | Best Adapted Screenplay                                    | The Lord of the Rings: The Return of the King     | Nominalizare |